# جولیت کامپتون
جولیت کامپتون (انگلیسی: Juliette Compton؛ ۳ مهٔ ۱۸۹۹ – ۱۹ مارس ۱۹۸۹) یک هنرپیشه اهل ایالات متحده آمریکا بود.
از فیلم‌ها یا برنامه‌های تلویزیونی که وی در آن نقش داشته است می‌توان به مراکش، میدان برکلی، آن خانم همیلتون، کنت مونت کریستو، گران کاناریا، نل گوئین، اوج التهاب اشاره کرد.